# Tyger Drew-Honey
Tyger Drew-Honey (Epsom, 26 januari 1996) is een Engelse acteur en presentator. Hij is bekend door zijn rol als Jake Brockman in de komedieserie Outnumbered.

## Biografie
Drew-Honey werd geboren als Lindzi James Tyger Drew-Honey maar zijn eerste twee voornamen werden binnen enkele maanden na zijn geboorte legaal geschrapt. Zijn ouders zijn pornoregisseur Lindsay Honey die bekend is onder de naam Ben Dover en Lindzi Drew, een voormalig glamour model, pornoactrice en redactrice van de Britse Penthouse.
Drew-Honey werd ontdekt op negenjarige leeftijd tijdens een schoolvoorstelling van Schateiland door een agent die naar de voorstelling kwam om naar andere kinderen te kijken. Een week later sprak hij zijn eerste reclame in en heeft sindsdien meer dan 200 stemmen ingesproken. In 2006 sprak hij de stem in van Lester Large in de animatieserie The Large Family.
Een jaar later werd hij gekozen om de zoon te spelen in verschillende sketches in The Armstrong and Miller Show, in latere seizoenen speelt hij meerdere rollen. In hetzelfde jaar kwam zijn grote doorbraak door de rol van Jake Brockman in de sitcom Outnumbered. In 2009 werd hij voor deze rol genomineerd voor een British Comedy Award in de categorie Best Male Newcomer. In 2009 speelde hij een gastrol in de serie Doctors.
In 2010 maakte Drew-Honey zijn hoorspeldebuut met All the Blood in My Veins dat werd uitgezonden op BBC Radio 4 voor de inzamelingsactie Children in Need. In 2011 presenteerde hij de nieuwste spelletjes en gadgets in het CBBC programma Friday Download. In hetzelfde jaar maakte hij zijn filmdebuut met Horrid Henry: The Movie.
Drew-Honey speelde in 2012 de rol van Mr.Lovett in de kinderserie The Ministry of Curious Stuff en de rol van Dylan Thompson in de BBC Three komedie Cuckoo. Ook speelde hij een gastrol in de komedie Threesome. In het hoorspel Mr Blue Sky nam hij in het tweede seizoen de rol van Robbie Easter op zich. In 2014 volgde een gastrol in Midsomer Murders, een jaar later volgde een gastrol in Death in Paradise.

## Filmografie

### Films
- Horrid Henry: The Movie - Stuck-Up Steve (2011)

### Televisieseries
- The Large Family - Lester Large (2006)
- The Armstrong and Miller Show - Verschillende personages (2007 - 2010)
- Outnumbered - Jake Brockman (2007 - 2014)
- The Ministry of Curious Stuff - Mr. Lovett (2012)
- Cuckoo - Dylan Thompson (2012 - heden)

### Hoorspelen
- All the Blood in My Veins - Paolo (2010)
- Mr Blue Sky - Robbie Easter (2012)